# Noel Robins
David Noel Robins (Perth, 3 de septiembre de 1935-Perth, 22 de mayo de 2003) fue un regatista australiano. Comenzó a navegar en su niñez y quedó parcialmente cuadripléjico después de sufrir una fractura de columna en un accidente automovilístico a los veintiún años. Navegó en la Australia durante la America's Cup de 1977, ganó la Admiral’s Cup de 1981 y una medalla de oro en vela en los Juegos Paralímpicos de Sídney 2000. Falleció el 22 de mayo de 2003, cuatro semanas después de ser atropellado por un automóvil.

## Biografía
Robins nació en Perth el 3 de septiembre de 1935. Comenzó a navegar a los once años. Se graduó de Claremont Teachers College en 1955.  A los 21 años, estuvo involucrado en un accidente automovilístico en Mounts Bay Road, que lo dejó con el cuello roto y la columna vertebral fracturada; como resultado, se convirtió en cuadripléjico, con movilidad y fuerza reducidas en las cuatro extremidades. Estuvo casado y tuvo tres hijos, dos hijas y un hijo. Sus compañeros lo conocían como "Stumbles".

## Carrera

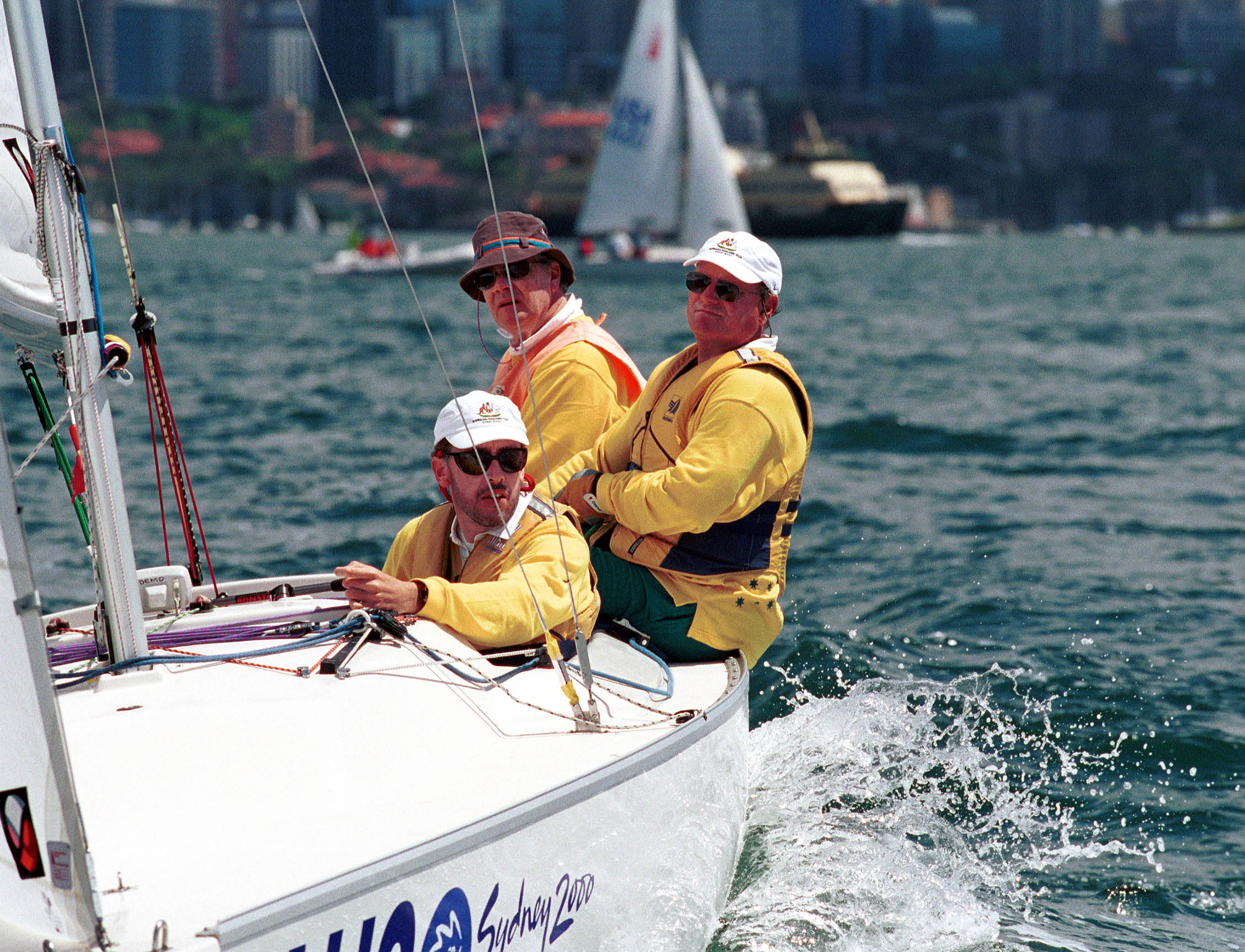
Robins con sus compañeros Jamie Dunross y Graeme Martin en el puerto de Sídney durante la competición de vela en los Juegos Paralímpicos de Verano de 2000

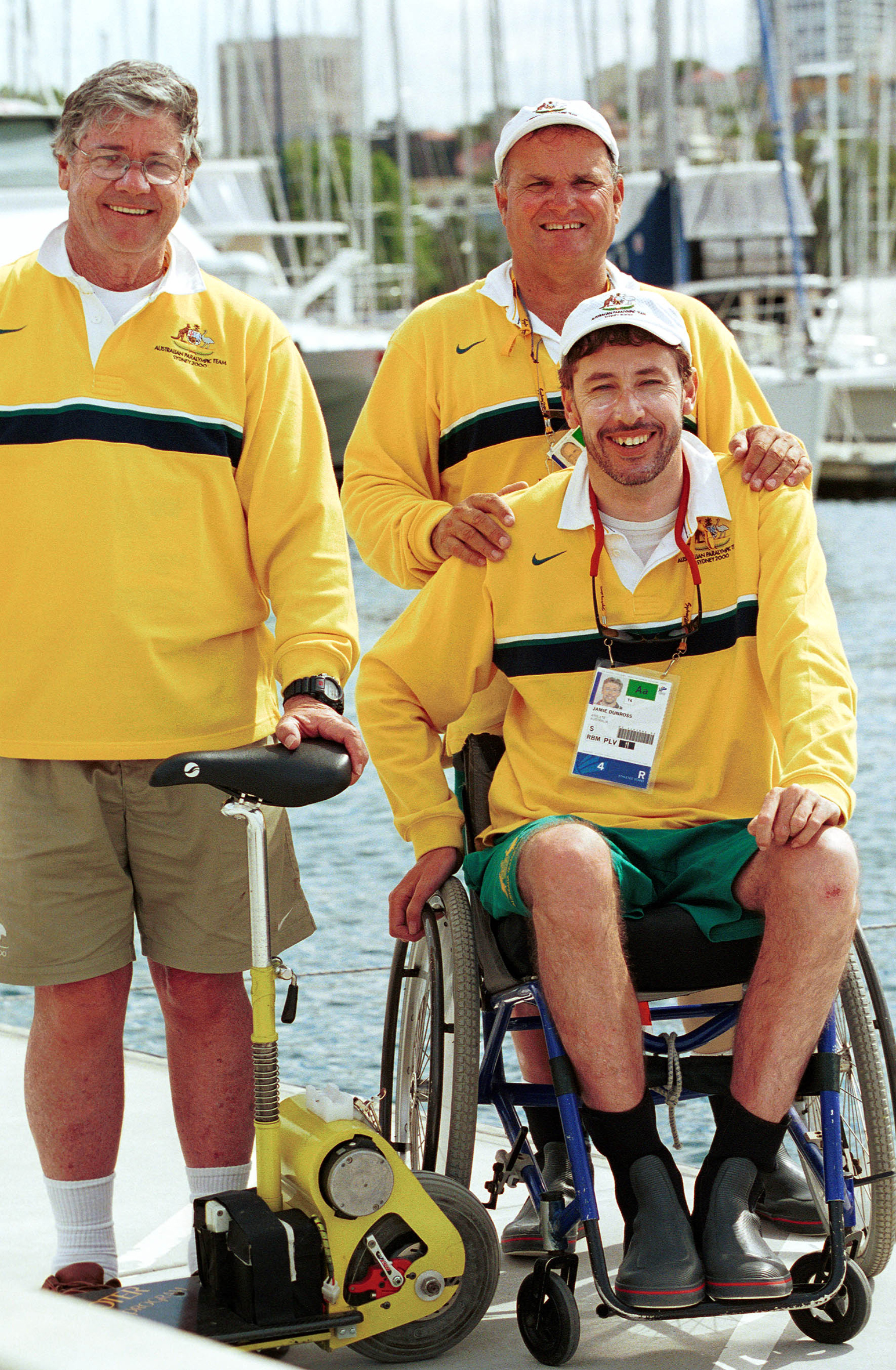
Los regatistas australianos (de izquierda a derecha) Noel Robins, Graeme Martin y Jamie Dunross en el puerto de Sídney durante los Juegos Paralímpicos de 2000

La primera competición nacional de vela de Robins fue en 1958, y su primera competición internacional fue el Campeonato del Mundo de Vela de Sídney en 1973. Ganó la clase internacional de Soling, fue seleccionado por Alan Bond para ser el capitán del Australia en la Copa América de 1977, y fue parte de la tripulación en la Copa América de 1980. En 1981 navegó el Hitchhiker II, que ganó la Admiral’s Cup de ese año en Cowes y el Campeonato del Mundo de Two Ton en Porto Cervo, Cerdeña. Para la America's Cup de 1987, fue director ejecutivo del Comité de Defensa del Real Club de Yates de Perth.
Trabajó en bienes raíces, fue comisionado de la Comisión de Ríos y Aguas de Australia Occidental y miembro de la junta de la Asociación ParaQuad de Australia Occidental. También fue miembro del consejo de gobierno del Museo Marítimo Nacional Australiano desde 1998 y miembro y vicepresidente de Swan River Trust durante mucho tiempo.
En 2000, ganó el campeonato norteamericano para discapacitados en San Petersburgo, Florida junto a Jamie Dunross y Graeme Martin, en preparación para los Juegos de Sídney 2000. En los juegos, ganó una medalla de oro con Dunrose y Martin en el evento Mixed Three Person Sonar, y se convirtió en el australiano de mayor edad en ganar una medalla en los Juegos Paralímpicos.  Se retiró de la competencia internacional después de los juegos, pero continuó participando en campeonatos estatales y nacionales, convirtiéndose en el campeón de la clase 14ft de bote y campeón estatal y nacional en las clases Diamond y Soling.

## Reconocimientos
Recibió una Medalla de Deportes de Australia en 2000 y una Medalla del Centenario en 2001. También ganó una Medalla de la Orden de Australia en 2001 por su medalla de oro Paralímpica. En 2013, fue incluido póstumamente en el Salón de la Fama de la Copa América.